# Топовска кула
Топовска кула (енгл. Gun turret, revolving turret) је обртна оклопна конструкција која носи и штити топове бродске артиљерије, муницијске дизалице, део муниције и посаду. На копну слична конструкција се, по имену свог горњег, видљивог дела, назива куполом, па се понекад тај назив употребљава и за бродску топовску кулу у целини. Према величини и дебљини оклопа разликују се тешке и лаке топовске куле.

## Тешка топовска кула

### Оклопњача Монитор
По патенту Американца Теодора Тимбија (енгл. Theodore Timby), Џон Ериксон је за брод америчке РМ Монитор изградио топовску кулу, која је оклопним зидовима штитила топове и омогућавала сектор дејства од 360°. Кружна платформа промера 6 м лежала је на средини палубе и носила 2 топа глатких цеви, калибра 28 цм и цилиндричну куполу од 8 слојева гвоздених плоча по 25 мм, висине 2.7 м, са тањом равном покривком. При нишањењу топовска кула се обртала парном машином, пошто би се претходно посебнимммеханизмом мало подигла. Муниција се додавала чекрцима из бродских просторија.

### Еволуција
Савршенија топовска кула британског капетана Купера Коулса (енгл. Cowper Coles) из 1861 (примењена најпре у данској РМ - оклопњача Ролф Краке) имала је 2 топа калибра 23 цм, била делом усађена у труп брода и обртала се по венцу ваљкова на доњој палуби.
Главни недостаци топовске куле били су тежина (неповољна за стабилитет брода), тешкоће обртања, могућност заглављивања у борби и нагомилавање барутних гасова у унутрашњости. У прво време топовске куле су прихватиле руска (1863), шведска и данска РМ. Због почетних недостатака, неке РМ, као француска, заштићују топове оклопним грудобранима (барбета), или непомичним топовским кулама које су биле одозго отворене.
Пошто те топовске куле нису пружале потпуну заштиту, и даље су развијане обртне топовске куле, нарочито после 1880, када су све РМ коначно усвојиле топове олучних цеви са затварачима, а дотур муниције омогућен је дизалицама кроз централни усадник (бунар) топовске куле, који се спуштао до муницијских комора. Око 1880. оклоп топовских кула износио је до 457 мм. Поред других техничких побољшања, за обртање тешких топовских кула, давање нагиба цеви и дотур муниције, усавршене су хидрауличне, касније и електричне машине.

### 20. век
У почетку 20. века готово сви бојни бродови имали су двоцевне топовске куле. Америчка РМ израдила је неколико четвороцевних, са двоспратним куполама, а француска и руска РМ почеле су употребљавати и топовске куле за заштиту помоћне бродске артиљерије, калибра преко 150 мм. Око 1910. Италија уводи троцевне топовске куле, а Француска је у Првом светском рату почела градњу топовских кула са 4 цеви на истој платформи, чиме је смањена релативна тежина оклопа по цеви, а повећани су сектори дејства артиљерије и ризик од губитка топова при оштећењу топовске куле.
Између Првог и Другог светског рата, француска и британска РМ такође граде четвороцевне топовске куле.

### Други светски рат
У Другом светском рату тешка топовска кула бојних бродова или крстарица састоји се од куполе и усадника, који се обрће у одговарајућем гнезду. Тежину топовске куле (до 2.000 т) и силе при опаљењу топова преузимају хоризонтални и бочни ваљкасти венци. Изнад оклопне палубе, делови усадника заштићени су непомичном цилиндричном или полигоналном барбетом, промера 10-12 м, дебљине калибра топа, која допире до куполе (1 или више метара изнад горње палубе).  
Испод куполе, топовска кула има до 6 спратова (платформи): 
- горња, топовска платформа, носи призматичну или овалну челичну куполу. Чеони оклоп куполе, обично дебљине калибра цеви, има просечене топарнице; бочне стране куполе се стањују према задњем крају, а покривка је најтања. Купола је противпожарним преградама подељена у просторије за пуњење цеви, нишањење и командовање топовском кулом - где је центар везе и командно-рачунарски уређај.[1]
- на главној платформи, у висини ваљчастог венца, налазе се доњи део лафета и део механизма даљинског преноса за нишањење.[1]
- испод главне је платформа машинских (електро-хидрауличних) и ручних механизама за покретање муницијских дизалица, обртање топовске куле и давање нагиба цеви.
- на нижим платформама су просторије и уређаји за дотур муниције до дизалица.[1]

Опрему топовске куле чине вентилатори, танкови и цеви за хлађење муниције и гашење пожара, уређаји за загревање, осветљавање и други. Уз прочишћавање ваздуха, у топовској кули одржава се мало повишен притисак, чиме се спречава продирање гасова и пламена. Америчку троцевну топовску кулу за топове 406 мм послуживало је 80 људи.

### Нестанак
После Другог светског рата нестанком великих оклопних бродова, нестају и тешке топовске куле.

## Лаке топовске куле
Лаке топовске куле употребљене су пре Другог светског рата на речним мониторима, а између Првог и Другог светског рата и на разарачима и већим бродовима на мору, за топове 127-138 мм. Развијене су лаке топовске куле са и без усадника.
У Другом светском рату, америчка лака топовска кула (енгл. enclosed gun mount, turreted gun mount) за полуаутоматски топ 127 мм Д38, намењен првенствено за ПВО, састоји се од призматичне челичне куполе (4.7x4.5x3.2 м) дебљине 6.5 мм (на разарачима) до 63 мм (на већим бродовима) и дизалице за зрна која се спушта (око 2м) до простора за прекрцавање, где завршавају и доње дизалице из муницијских комора. Двоцевну лаку топовску кулу послужује 27 људи.
После Другог светског рата, лака топовска кула се и даље усавршава.